# Артур Алексанјан
Артур Алексанјан (Гјумри, 21. октобар 1991) је јерменски рвач грчко-римским стилом, и олимпијски победник. На Олимпијским играма дебитовао је 2012. у Лондону где је освојио бронзану медаљу, а четири године каније у Рио де Жанеиру постао је олимпијски првак. Са светских првенстава има злато из 2014. и 2015. и сребро из 2013. На Европским првенствима победио је 2012, 2013. и 2014, а 2011. и 2016. био је други.